# 善瀧神社
善瀧神社（よしたきじんじゃ、吉滝神社）は兵庫県美方郡香美町小代区鍛冶屋にある神社。
裏見の滝である吉滝の背後に本殿がある。

## 概要
小代区は地区ごとに一つずつ神社が存在している。その規模は大小さまざまであり、鍛冶屋地区のこの神社は他と比べ、特殊なものとなっている。他の多くの神社は集落の中心に位置し、周辺住民の憩いの場となることも多いが、この神社は集落からかなり離れており、山中の谷間にひっそりと佇んでいる。
兵庫県神社庁によると正式な表記は「善瀧」であるが、「吉瀧」や「吉滝」などの表記ゆれが非常に多い。

## 祭神
出典: 
- 伊弉諾尊（イザナギノミコト）
- 伊弉冊尊（イザナミノミコト）
- 天忍穂耳尊（アメノオシホミミノミコト）
- 大己貴尊（オオクニヌシノミコト）
- 若一王子
- 神児ノ神
- 速玉男命（熊野権現）

古くから畜産をはじめとした農業中心の経済であった小代区では、農業に関係する神を祀っていることが多いが、この神社は例外であると言えるだろう。また、小代区には多くの神社があるが、七柱もの神を祀っているのはこの神社だけである。

## 歴史
出典: 
- 創立年月日不詳。弘治年間の創立という説がある。
- 1691(元禄4)年 - ご神体の損傷・山名豆州公が修理
- 1868(明治元)年 - 吉滝神社と改称
- 1873(明治6)年 - 村社となる

## 重要建築物
出典：
本殿
- 建立：1782（天明2）年
- 様式：正面一間、奥行二間、正面入母屋造、背面切妻造、正面軒唐破風付、柿葺

## 余談
本来のルートでは、吉滝と善瀧神社へたどり着くためには手前の小川に架かる橋を渡る必要がある。しかし、2024年5月現在、昨年の大雨の影響で橋が崩壊しており、山頂を経由する迂回路をたどる必要がある。また、吉滝のそばにある2つの小さな滝の脇には、その水を汲んで飲むための柄杓が置いてあるのだが、全部で2本あるうちの2本とも底が抜けてしまっている。